# Sobolevite
La sobolevite è un minerale appartenente al supergruppo della seidozerite.